# Nino Bergese
Giacomo Bergese, detto Nino (Saluzzo, 9 settembre 1904 – Genova, 4 maggio 1977), è stato un cuoco italiano.

## Biografia
A quindici anni entrò al servizio del conte Bonvicino come aiuto giardiniere, riuscendo ben presto a farsi trasferire in cucina, dove gli fu maestro Giovanni Bastone, futuro cuoco di casa Agnelli. 
Nel 1920 Bergese divenne aiuto cuoco del conte Costa Carrù della Trinità, rimanendo in questo "tirocinio" fino al 1926, quando fu assunto come primo cuoco dalla famiglia di industriali cotonieri Wild. Fu infine ingaggiato dai conti Arborio Mella di Sant'Elia, cerimonieri di Casa Savoia, e divenne presto uno dei più reputati cuochi dell'alta aristocrazia. 
La lunga attività al servizio di famiglie nobili e facoltose valse a Bergese i soprannomi di cuoco dei re e re dei cuochi.
Nel secondo dopoguerra, scomparso il "vecchio mondo" dell'aristocrazia e dell'alta borghesia, Bergese aprì a Genova il ristorante "La Santa". Ritiratosi dai fornelli, vi fu richiamato da Gianluigi Morini per soprintendere alle cucine del ristorante "San Domenico" di Imola, che a Bergese deve molta della sua autorevolezza.
Nel 1969 diede alle stampe per Feltrinelli il ricettario Mangiare da re.
Dopo la sua morte gli sono state intitolate diverse scuole alberghiere in Italia, tra le quali una a Genova, città ove trascorse i suoi ultimi anni.